# سيسنا 206
سيسنا 205 و 206 و 207 (بالإنجليزية: Cessna 205, 206 & 207)‏هي عائلة من الطائرات الخفيفة المُعدة للاستخدام العام، ومجهزة بمحرك واحد. أنتجت في الولايات المتحدة. من صناعة سيسنا. دخلت الخدمة في 1962، ومازالت في الخدمة حتى الآن. صنع منها 8509 طائرة، وسعر الطائرة الواحدة منها هو 206H 557,500 دولار.